# Concoules
Concoules ist eine französische Gemeinde mit 271 Einwohnern (Stand 1. Januar 2022) im Département Gard in der Region Okzitanien.

## Geografie
Concoules liegt in den Cevennen am Osthang des Mont Lozère. Die Straße zwischen Villefort und Génolhac verläuft durch den Ort.

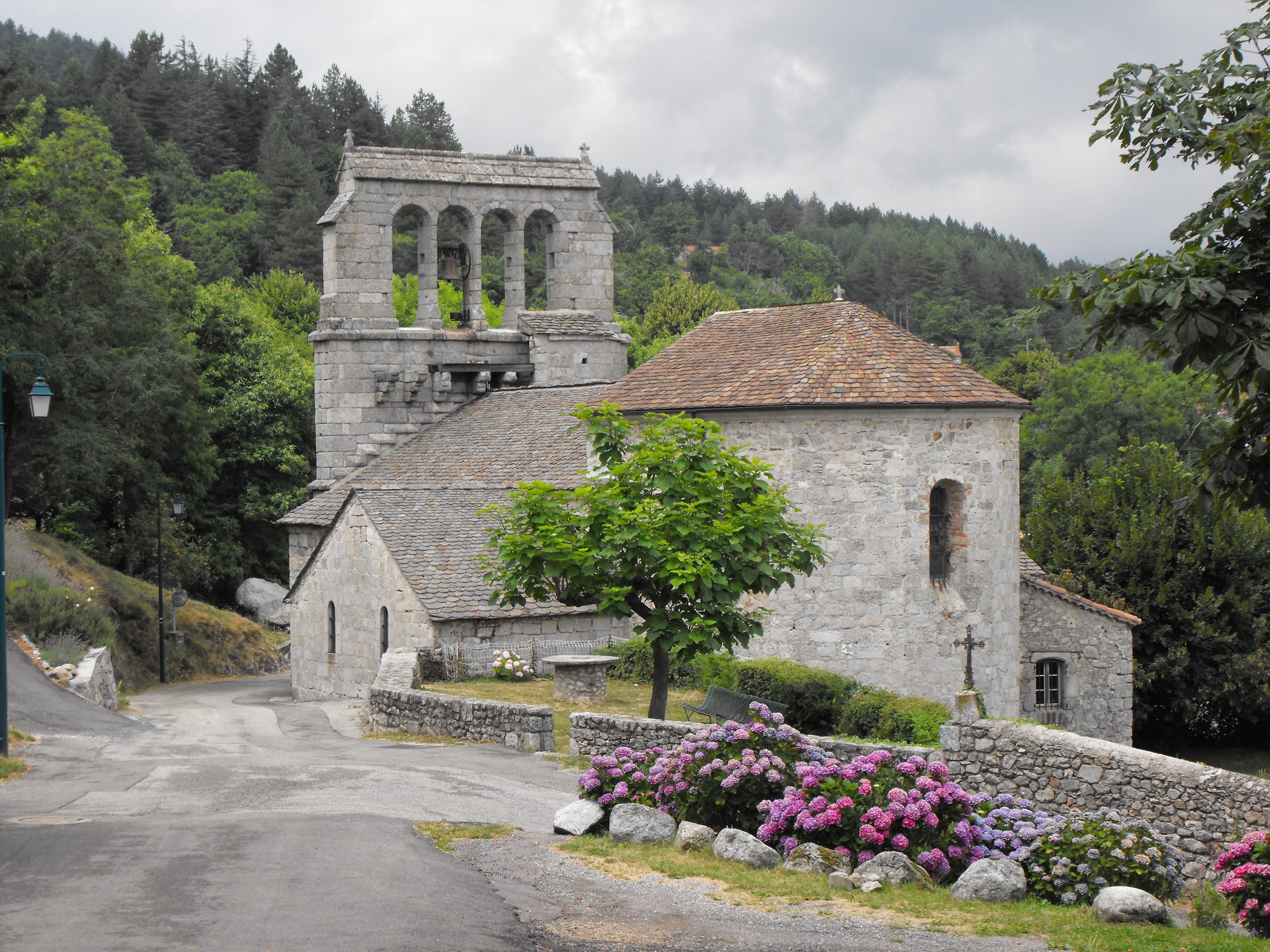
Kirche Saint-Étienne

## Bevölkerungsentwicklung
| Jahr                       | 1962 | 1968 | 1975 | 1982 | 1990 | 1999 | 2008 | 2017 |
| Einwohner                  | 261  | 238  | 262  | 241  | 236  | 256  | 260  | 258  |
| Quellen: Cassini und INSEE |      |      |      |      |      |      |      |      |